# Wasilij Ruban
Wasilij Grigorjewicz Ruban (ros. Василий Григорьевич Рубан; ur. 14 marca 1742 w Biełgorodzie, zm. 24 września 1795 w Petersburgu) – rosyjski poeta i wydawca, autor inskrypcyjnego wiersza wykutego na cokole petersburskiego pomnika Piotra Wielkiego dłuta Falconeta. 
Absolwent Uniwersytetu Moskiewskiego, który ukończył w 1761, został później wieloletnim sekretarzem księcia Potiomkina. Po śmierci księcia, Ruban pełnił służbę urzędniczą w Petersburgu, jednak pogarszający się stan zdrowia (m.in. stopniowe pogorszenie wzroku i słuchu) zmusiło go do rezygnacji z pracy. Wobec braku własnego majątku oraz nieotrzymania emerytury, zmarł wkrótce w nędzy. 
Ruban był w latach 70. XIX w. wydawcą i redaktorem kilku kolejnych, założonych przez siebie, czasopism literackich, które jednak nie odniosły sukcesu i po około rocznym okresie istnienia były likwidowane. Jednocześnie, znając dobrze kilka języków, zajmował się tłumaczeniem i wydawaniem obcej literatury, zarówno teologicznej, jak i popularnej. Od 1773 wydawał także własne prace naukowe lub popularnonaukowe poświęcone geografii i historii różnych rejonów Rosji, przeważnie bazujące na kompilacjach wcześniejszych, mało znanych, opracowań innych autorów. Publikował też liczne kalendarze z obszernymi omówieniami wydarzeń historycznych i społecznych, przewodniki po świętych miejscach oraz publikacje o charakterze przewodników turystycznych. Te publikacje cieszyły się  zainteresowaniem czytelników i wiele z nich miało po kilka wydań. W 1778 wydał w Petersburgu swoją pracę pt. Naczertanije, podajuszczeje poniatije o dostosławnom carstwowanii Piotra Wielikogo poświęconą życiu cara Piotra I Wielkiego. Rok później wydał pracę Istoriczeskoje, gieograficzeskoje i topograficzeskoje opisanije Sanktpietierburga ot naczała zawiedienija jego s 1703 po 1751 god o historii Petersburga. Obie te prace, napisane interesująco i żywym językiem, zawierające szereg informacji wcześniej niepublikowanych, cieszyły się znacznym uznaniem i wykorzystywane są do dziś jako materiał źródłowy. Ruban wydał jako redaktor kilka wspomnień różnych autorów pochodzących z minionych wieków i dotyczących wydarzeń historycznych Rosji (np. wyprawy na Azow) oraz spisy dokumentów historycznych. 
Jako poeta nie odniósł istotnych sukcesów, wiele jego utworów miało charakter okolicznościowych panegiryków na część możnowładców. Tym niemniej jego wiersz został wykuty na cokole pomnika Piotra Wielkiego w Petersburgu i istnieje do dziś. Wiersz ten był  wzmiankowany lub częściowo wykorzystywany w twórczości szeregu wybitnych poetów takich jak Aleksander Puszkin i Adam Mickiewicz. 